# Байдаковка (Днепропетровская область)
Байдаковка (укр. Байдаківка; до 2016 года — Холоди́евка, укр. Холодіївка) — село в Холодиевском сельском совете Каменского района Днепропетровской области Украины.
Код КОАТУУ — 1224588001. Население по переписи 2001 года составляло 510 человек .
Является административным центром Холодиевского сельского совета, в который, кроме того, входят сёла
Владимировка,
Грамовка,
Григоровка,
Мироновка,
Цвелое,
Червоная Горка,
Яковлевка и
ликвидированное село Полевое.

## Географическое положение
Село Байдаковка находится на одном из истоков реки Омельник,
на расстоянии в 1 км от сёл Червоная Горка и Владимировка.

## История
- 1781 год — дата основания как село Байдаковка.
- 1922 год — переименовано в село Холодиевка. Во время гражданской войны на территории Холодиевского сельского Совета действовал партизанский отряд под командованием Ф. С. Портного. Активным участником гражданской войны был житель села А. А. Холодий — командир 368-го пехотного полка. 14 июня 1920 года А. А. Холодин погиб смертью храбрых. В память о нем село Байдаковку в 1922 году переименовали в Холодиевку. На фронтах Второй Мировой Войны воевал 421 житель Холодиевки, из них 273 погибли, 44 человека награждены орденами и медалями. В селе есть памятник воинам, павшим смертью храбрых при освобождении Холодиевки от гитлеровцев.
- 2016 год — в рамках проводимой политики декоммунизации переименовано в село Байдаковка.

## Объекты социальной сферы
- Школа.
- Фельдшерский пункт.
- Дом культуры.
- Публичная сельская библиотека - филиал № 31 Пятихатской ЦБС